# Бесстрашный мститель
«Бесстрашный мститель» (яп. 無宿人御子神の丈吉　川風に過去は流れた: мусюкунин микогами но дзёкити кавакадзэ ни како ва нагарэта; англ. The Fearless Avenger) — японский фильм в жанре тямбара, поставленный режиссёром Кадзуо Икэхиро в 1972 году. Второй фильм популярной трилогии о ронине Дзёкити, ставшем непревзойдённым и жестоким убийцей. Первый и третий фильмы: «Тропой крови» (1972), «Резня в снегу» (1973). Сценарий написан на основе произведений Сахо Сасадзавы.

## Сюжет
Жаждущий мести Дзёкити, расправившись с одним из своих обидчиков Кьюбэем, отправляется на поиски второго злодея Тогоро. Мы находим его в лодке, пересекающей реку. Здесь, прямо в лодке, двое негодяев пристают к молодой женщине, хвастаясь принадлежностью к клану Тогоро. Дзёкити, вступившись за девушку одного убивает сразу, а второго сталкивает в воду, где жестоко его калечит и требует рассказать где можно найти его хозяина. Узнав как ему найти Тогоро, он убивает его приспешника.
Дзёкити врывается в здание, где собрались на поминальную церемонию боссы якудза со всей провинции и нахально просит выдать ему на расправу Тогоро, приглашённого на эту встречу. Этот необдуманный поступок чуть не стоил ему жизни. Ему удалось избежать расправы количественно превосходящих его бандитов только лишь из-за заступничества могущественного босса Дзюдзабуро, который не пожелал увидеть кровопролитие на траурном мероприятии.
Впечатлённый смелостью Дзёкити, один из мафиозных боссов по имени Умэдзо нанимает его для сопровождения капризной девчонки Юки, дочери того самого «босса боссов» Дзюдзабуро. Если он доставит её домой в целости и сохранности, то вероятнее всего ему благодарный отец девчонки выдаст Тогоро. Однако враги из его прошлого не дремлют и готовят собственную операцию для полной дискредитации Дзёкити. Они убивают Юки. Трагические последствия этого задания приводят его в смертельную ловушку, но Дзёкити всё же удаётся выпутаться и на этот раз, а в заключительной схватке с Тогоро убить его.

## В ролях
- Ёсио Харада — Дзёкити из Микугами
- Ацуо Накамура — Исабуро
- Рюноскэ Минэгиси — Тюдзи Кунисада
- Эцуко Итихара — Окаё
- Рёко Накано — Юки
- Сёбун Иноуэ — Тогоро
- Асао Утида — Дзюдзабуро
- Кантаро Суга — Минокити
- Юдзо Хаякава — Энокимацу
- Акио Хасэгава — Сэйдзо
- Такэтоси Найто — Умэдзо
- Тоору Абэ — Сукэсабуро
- Ёси Като — Госкэ из Нагарэямы
- Сакаэ Умэдзу — Гэнта
- Такэси Ообаяси — Дзимпати

... В «Мстителе» интересно умение режиссёра подчёркнуть абсолютное одиночество, отчуждение и отверженность героя. Человек вне мира обычных людей, вне преступного мира, сам по себе, живущий по своим правилам. Поэтому динамичный фильм сцены с одиноким Дзёкичи под дождём, на берегу, отдельно от всех не торомозят, а дополняют, придавая необходимую эмоциональную нагрузку.Восхищает и точность, с какой Икехиро и прекрасный актёр Йошио Харада показывают трансформацию героя, который всё больше и больше становится не благородным мстителем, а выжженным изнутри убийцей.

## Премьеры
— национальная премьера фильма состоялась 10 октября 1972 года.